# طحالب حمراء
الطحالب الحمراء (بالإنجليزية: Red algae)‏ (Rhodophyta) (مشتقة من الكلمات اليونانية: ῥόδον (rhodon) = وردي + φυτόν (phyton) = نبات، ومن ثم فإن الاسم يعني (النبات الأحمر) تعد واحدة من أقدم مجموعات الطحالب حقيقيات النوى،  كما أنها واحدة من أكبر تلك المجموعات حيث تضم حوالي 5000 إلى 6000 نوع  أغلبها طحالب بحرية متعددة الخلايا، وتتضمن العديد من الأعشاب البحرية البارزة. وتشير مصادر أخرى إلى وجود ما يصل إلى 10000 نوع؛ كما تشير التعدادات الأكثر تفصيلاً إلى وجود حوالي 4000 نوع في ما يقرب من 600 جنس (3738 نوعًا بحريًا في 546 جنسًا و10 رتب (بالإضافة إلى الأنواع غير المصنفة)؛ و164 نوعًا في المياه العذبة ضمن 30 جنسًا في 8 رتب).
الطحالب الحمراء سميت بهذا الاسم لأنها تحتوي على الصبغ الأحمر فيكواثرين phycoerthine ويوجد هذا الصبغ في جميع الطحالب الحمراء وبعض أنواعها أحمر ناصع، أو أرجواني إلا أن اللون لا يمكن الاعتماد عليه بصورة دائمة كصفة تشخيصية ذلك لأن الصبغ الأحمر في بعض الأنواع يكون محتجباً بوجود كميات وفيرة من أصباغ أخرى بحيث يظهر الطحلب باللون الأخضر الناصع أو باللون البني كما في الطحالب البنية، وتكون في صورتها النموذجية على هيئة خيوط دقيقة متفرعة ومخصولة وعلى هيئة أشكال غشائية أو ورقية متشحمة، وهي أكثر دقة وأصغر حجماً من الطحالب الخضر أو البنية إذ يندر أن يصل حجم الطحلب الأحمر إلى 60أو 90 سنتيمتر في اتجاه، وهي تنمو متصلة إما بصخر أو بطحلب آخر، وتحتوي الخلايا على أنوية وبلاستيدات وعلى فايكوسيانين وكلوروفيل وأشباه الكاروتينات بالإضافة إلى فايكوراثرين ويتخذ الغذاء المخزن الناتج من عملية البناء الضوئي صورة نشا فلوريدي floridean stach
وتشكل الطحالب الحمراء مجموعة متميزة تتصف بالخصائص التالية: خلايا حقيقية النواة دون سياط ومريكزات، وتستخدم عديد السكاريد الفلوريدي كاحتياطي غذائي، وتستخدم فايكوبيلليبروتين (phycobiliprotein) كصباغ إضافي (وهو الذي يمنحها اللون الأحمر)، وتفتقر الصانعات اليخضورية إلى الشبكة الإندوبلازمية الخارجية وتحتوي على الثايلاكويد غير المجمع.  كما أن معظم الطحالب الحمراء متعددة الخلايا ومجهرية وبحرية وتتكاثر جنسيًا.
ويُذكر أن الكثير من الطحالب المرجانية التي تفرز كربونات الكالسيوم وتلعب دورًا رئيسيًا في تكوين الشعاب المرجانية تنتمي إلى هذا النوع من الطحالب. وكذلك فإن الطحالب الحمراء مثل طحالب الدلسي الحمراء (dulse) (Palmaria palmata) و خبز أعشاب البحر (نوري/غيم) تعد جزءًا تقليديًا من المطبخ الأوروبي والمطبخ الآسيوي وتُستخدم لعمل منتجات أخرى مثل الأغار والكاراجينان والمضافات الغذائية الأخرى. 

## الخصائص التكاثرية
من بين دورات الحياة فإن دورة حياة الطحالب الحمراء من أعقد دورات الحياة في الطبيعة وأكثرها اختلافا بصورة فريدة عن سائر الدورات، التكاثر الجنسي من النوع متباين الأمشاج ولكن المجموعة كلها تتميز بميزة بارزة هي افتقارها إلى خلايا تكاثرية مسوطة أو مهدبة وتنتج الحافظة المشيجية الأنثوية بصورة نموذجية بيضة كما تكون بروزا طويلا رفيعا على هيئة شعيرة يسمى الترايكوجين trichogyne وعندما يحمل التيار سبرم إلى الترايكوجين فغنه يلتصق به ثم تدخل نواة السبرم بعد ذلك إلى الترايكوجين وتتحد بنواة البيضة لتكون الزايكوت، ويقد يتعرض الزايكوت مباشرة إلى انقساما ميوزياً أو لا يتعرض وذلك تبعاً للنوع، وتختلف الأنواع أيضا فيما إذا كان هناك طوراً أو طورين خيطيين سبوريين قبل الوصول إلى الطور الخيطي المنتج للبيضة أو السبرم مرة أخرى.

## البيئة والتوزيع
توجد الطحالب الحمراء بكثرة في المياة البحرية في المناطق المعتدلة والاستوائية حيث تزيد في عددها على الطحالب الخضر والطحالب البنية، وتنمو الطحالب الحمراء متصلة بالصخور أو النباتات البحرية الأخرى وتوجد عادة في المياة الأكثر هدوءاً والأكثر عمقاً تحت مناطق المد والجزر على أن هناك بعضها يعيش على أعماق أقل، ونظراً لوجود الصبغ الأحمر بها فإنها تستطيع أن تنمو على أبعاد عميقة في البحر حيث تقل الإضاءة، ففي مياة المناطق الأستوائية وجدت الطحالب الحمراء على أعماق تصل في مداها إلى 300 متراً والتي لا تصلها غير الموجات الزرق من ضوء الشمس.

## أمثلة عليها
نماليون وهو أحد أجناس الطحالب الحمراء التي تنمو متصلة بالصخور على سواحل البحار ويتخذ جسم النبات هيئة جسم اسطواني متفرغ بمثبت قاعدي وتحمل بعض الفروع خيوطاً قصيرة تنتج أطرافها انثريدات كل منها يعطي مشيجاً ذكرياً واحداً غير متحرك يسمى سبرماشيوم وتحمل فروع أخرى الحوافظ الأنثوية المميزة للطحالب الحمراء والتي تسمى كاربكونات وبكل منها بيضة واحد وترايكوجاين، ويحدث الانقسام الميوزي مباشرة بعد تكوين الزايكوت وتنتقل الانوية آحادية المجموعة الكروموسومية غلى نوات خارجية تشبه البراعم تظهر في جدار الكاربوكونات، وتنمو خيوطاً قصيرة من الخلايا المتكونة بهذه الطريقة كما تقوم الخلية الطرفية لكل من هذه الخيوط مقام حافظه سبورية تسمى حافظة كاربوسبورية تنتج سبورا واحدا غير متحرك يسمى كاربوسبور وعندما يتحرر الكاربوسبور يتصل بقاعدة مناسبة وينمو إلى نبات نيماليون متميز

## التصنيف
- شعبة الطحالب الحمراء
  - شعيبة الطحالب السويانانية
    - الطائفة السويانانية
      - رتبة السويانيات
        - فصيلة السويانات
          - جنس السويان
            - نوع السويان الساخن
            - نوع السويان الكبير

  - شعيبة الطحالب الحيمورية
    - الطائفة الحيمورانية
      - رتبة الحيموريات
        - فصيلة الحيمورات
          - جنس الحيمورة

    - الطائفة البرفيرانية

  - شعيبة الطحالب الحيمورية الفوقية
    - الطائفة المعثنانية
      - رتبة المعثنيات
        - فصيلة المعثنات
          - جنس المعثنة

  - شعيبة الطحالب الحمراء المتقلبة
    - الطائفة القيلومانية
      - رتبة القيلوميات
        - الفصيلة القيلومية
          - جنس القيلومى

      - رتبة الروفوسيات
        - الفصيلة الروفوسية
          - جنس طحلب روفوس

  - شعيبة الطحالب الحيمورية الحقيقية
    - الطائفة البانجانية
      - تحت طائفة البانجانيات
        - رتبة البانجيات

    - الطائفة الفلوريدانية
      - تحت طائفة الأنفلتانيات
      - تحت طائفة الكورالينانيات